# Amdo
Amdo (tibetano: ཨ༌མདོ, chino: 安多, pinyin: Ānduō) es una de las tres provincias culturales que forman el Tíbet, las otras dos son Ü-Tsang y Kham; este es también, el lugar de nacimiento de Tenzin Gyatso, 14º dalái lama. Designar a Amdo como una provincia, sólo es correcto en el sentido cultural, pero no políticamente, desde que nunca se administró por un solo gobierno regional, sea él tibetano o chino. La esfera cultural tibetana de Amdo es uno del más importante y variado dentro de la meseta del Tíbet. hay muchos dialectos del idioma de Amdo debido al aislamiento geográfico de muchos grupos tribales. Los habitantes tibetanos, se autodenominan Amdowa (a mdo pa), por consiguiente, y no Böpa (bod pa), como la designación tibetana, para lo que los tibetanos centrales sugieren. 
La región de Amdo es principalmente distribuida en la China de Qinghai, con partes más pequeñas, pero significativas en Gansu y Sichuan. Los lugares escasamente poblados, son incluido en la Región Autónoma del Tíbet es una parte del Changthang región administrada por la Nagqu. 
Amdo está ubicado en la parte nororiental de Tíbet; abarca la sección del Río Amarillo; el noreste de la provincia de Gansu en China. Fue conquistado por los Manchúes en 1724 partidario de su victoria, la revuelta mongol. El noreste de Amdo, fue controlado por el General Ma Bufang en 1928, siendo incorporado dentro del Sistema Provincial Chino, formando una nueva parte de la provincia de Qinghai. 

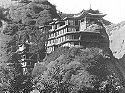
Shadzong Ritro en Amdo.

Amdo era y es la casa de muchos maestros budistas tibetanos importantes o lamas  quienes tenían una influencia mayor en política y el desarrollo religioso de Tíbet, como es el caso del gran reformador Je Tsongkhapa, el XIV dalái lama así como el 10 Panchen Lama. 

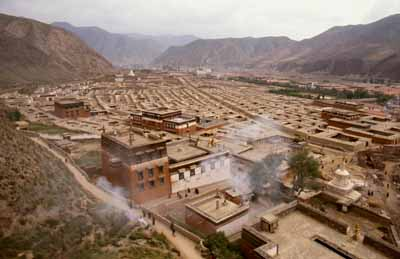
El monasterio de Labrang en Amdo.

Por consiguiente, es una región con muchos monasterios Budistas, como, Kumbum Jampa Ling (lChin Ta'er Si) cerca de Xining, Qutan Si y Labrang Tashi Khyil, al sur de Lanzhou estando entre los más famosos e importantes dentro del reino cultural tibetano. 
Al contrario de Tíbet, Amdo (Qinghai) había estado bajo el mando de la República de China entre 1912 y 1949, antes de la República Popular China.